# Cueva de Postojna
La cueva de Postojna (en esloveno: Postojnska jama) está situada muy cerca de la ciudad eslovena de Postojna. Es un conjunto de 24 kilómetros de túneles y galerías, de las cuales solo cinco están abiertos al público. Es la cueva más grande de la región del Carso (Kras en esloveno y Karst en alemán, de donde deriva la denominación de relieve kárstico), además de tratarse de la cueva más visitada en Europa.
La cueva se formó a lo largo de millones de años por el río Pivka y fue descubierta en el siglo XIII, aunque nunca se exploró adecuadamente hasta principios del siglo XIX. Los visitantes que hoy en día acuden a la cueva pueden conocer detalles sobre el origen y la historia de las cuevas, los túneles y las galerías y pueden admirar sus estalactitas y las estalagmitas, algunas de las cuales han acabado uniéndose en pilares,  plegadas y dobladas a modo de cortinas y otras formas interesantes. 
En 2013, Eslovenia emitió una moneda conmemorativa de 2 euros celebrando el 800 aniversario de su descubrimiento.

## Historia
Aunque se han descubierto inscripciones en el interior que datan del año 1213, la gruta fue descrita por primera vez en el siglo XVII gracias a Johann Weikhard von Valvasor, pionero en el estudio del fenómeno kárstico. En 1818, cuando se preparaba una visita a la cueva de Francisco I de Austria, se descubrió una nueva zona casualmente por Luka Čeč. En 1819, el archiduque Fernando de Austria visitó la cueva y desde entonces se convirtió en una atracción turística. Čeč fue el primer guía turístico cuando se abrieron al público. En la década de 1850, el geógrafo austrohúngaro Adolf Schmidl publicó la primera reseña científica de la cueva de Postojna y la cuenca de Pivka, convirtiéndose en lectura obligada en el estudio de la espeleología.
En 1872 se añadieron raíles y trenes en el interior para los turistas. Al principio eran impulsados por los propios guías, aunque alrededor de 1914 se introdujo una locomotora propulsada a gas. Inicialmente los turistas tenían que caminar por las cuevas e iluminarse el camino con antorchas durante mucho tiempo, hasta que, a partir de 1884, la cueva albergó luz eléctrica, precediendo incluso a la capital de Carniola, Liubliana, lo que aumentó aún más la popularidad de la gruta.
Durante la Primera Guerra Mundial, prisioneros de guerra rusos fueron obligados a construir un puente para eludir un gran abismo en el interior de la cueva. En la Segunda Guerra Mundial, las fuerzas de ocupación alemanas usaron la cueva para albergar más de 1.000 barriles de combustible aéreo, destruidos en abril de 1944 por los partisanos eslovenos. El incendio duró una semana, destruyendo grandes zonas de la gruta y bloqueando la entrada. Tras la contienda, la locomotora propulsada a gas fue sustituida por una eléctrica.

### Actualidad
A finales de la década de 1990 se encontraba entre las cuevas más visitadas del mundo, con casi 1 millón de turistas al año. Asimismo, alrededor de 5,3 kilómetros de la cueva se encuentran abiertos al público.
En junio de 2015, la administración de la gruta declaró que algunos buceadores encontraron una conexión subacuática hacia la cueva de Planina, ampliando las dimensiones de la cueva de 20.570 metros a 24.120 metros. Además, alberga la única oficina postal subterránea del mundo.

## El proteo y otra fauna
El primero que trató de describir al Proteus anguinus (olm) hace más de 300 años fue el historiógrafo Janez Vajkard Valvasor. Como muchos, él también pensaba que el proteo era una cría de dragón que sube a la superficie cuando las aguas en la cueva crecen.
Además del proteo, que es el habitante más famoso de la cueva de Postojna, se encuentran en las cuevas otras 83 especies de animales. La mayoría son pequeñas arañas, langostas, mariposas, caracoles de agua, murciélagos y ratones.

## Galería

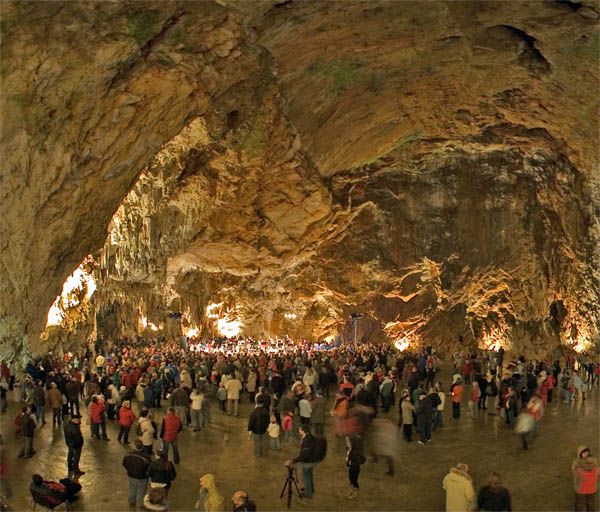
El "Salón de Conciertos", famoso por su acústica.
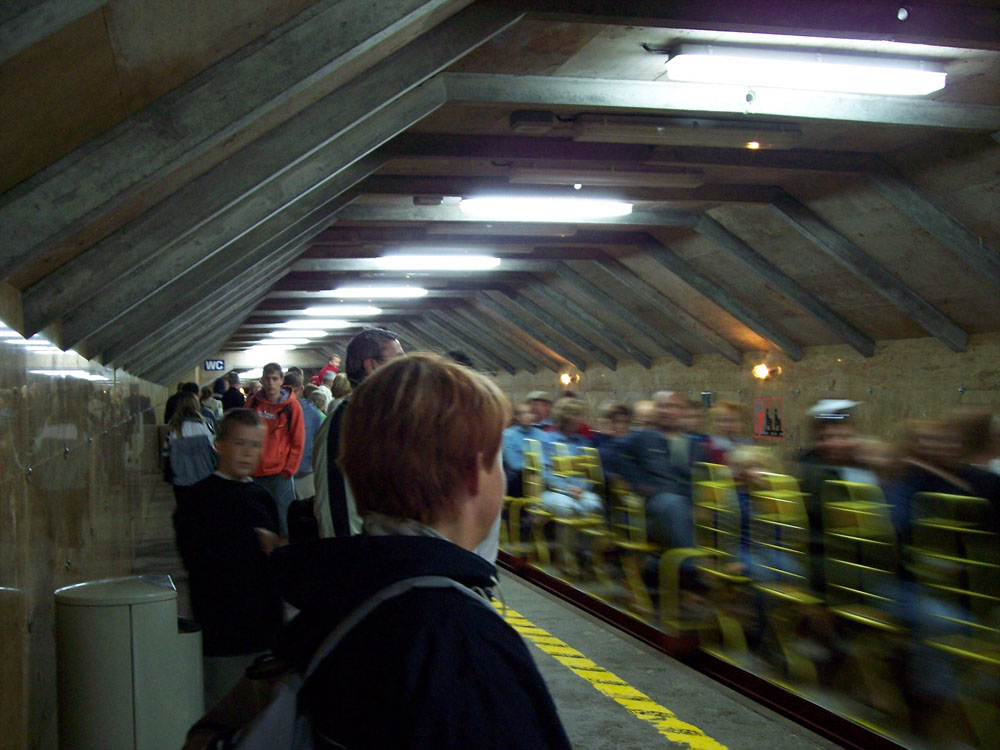
El tren de la cueva.